# 周瑛 (景泰進士)
周瑛，字廷潤，號潤松，贵州黃平人，明朝政治人物，進士出身。

## 生平
景泰五年（1454年）甲戌科進士，二甲一百四名，由吏部郎出官臨安府、衡州府知府，轉太僕寺卿，出爲廣東左參政，官至廣西布政使。著有《草亭存稿》。

## 家族
先世江西臨川人。洪武時，祖父周庸二隨軍南征，留守興隆衛。